# Chiesa di Sant'Andrea (Quartu Sant'Elena)
La chiesa di Sant'Andrea è una delle chiese di Quartu Sant'Elena.
È ubicata in via Leonardo da Vinci, al centro del parco Andrea Parodi, nella località di Sant'Andrea, parte della frazione di Flumini di Quartu.

## Storia
La chiesa, risalente al XV secolo, sorge probabilmente su un precedente tempio romano.
Fin dal XVI secolo, quando le sagre campestri erano numerose, la chiesa era meta di scorrerie dei pirati tant'è che nel 1621 il viceré vietò che i pellegrinaggi avvenissero di notte. Nel XVII secolo la chiesa subì un importante restauro.
Nel 1793, quando le truppe della Francia rivoluzionaria sbarcarono a Quartu e occuparono la chiesa come fortino, qui avvenne il combattimento che determino la cacciata dei francesi dal territorio quartese.
La chiesa è stata recentemente ristrutturata.

## Descrizione
La chiesa è in stile gotico catalano. La facciata termina con una cornice coronata da merli dentati ed è sormontata da un piccolo campanile a vela. Al centro è presente un rosone da cui entra la luce all'interno della chiesa.
Ai lati del tempio sono presenti tre contrafforti. Prima del presbiterio, che è sollevato rispetto alla navata di qualche gradino, è presente una porta per ogni lato. Nel lato destro tra i contrafforti sono ricavate la dispensa (sala utilizzata per la Sagra di san Giovanni Battista) e la sacrestia.
All'interno della chiesa è presente una sola navata. Dieci pilastri in muratura si allargano verso l'alto e sostengono il tetto.
Nel tempio sono presenti elementi di epoca romana come una base di colonna su cui è posto un capitello corinzio.
Gli arredi lignei più importanti sono le statue lignee di Sant'Andrea, di San Giovanni Battista e di Sant'Antonio da Padova.
Le celebrazioni liturgiche più importanti che si svolgono nella chiesa sono a dicembre per la festa di Sant'Andrea e il 24 giugno e l'ultima domenica di luglio per la festa di San Giovanni.